# Семёнов, Сергей Аристархович
Сергей Аристархович Семёнов (1898—1978) — советский учёный-археолог, доктор исторических наук.
Исследователь происхождения орудий труда, первобытной техники и первобытных форм хозяйственной деятельности человека, разработчик методики микроанализа каменных и костяных орудий, трасологического изучения неолитических орудий каменного века, создатель Экспериментально-трасологической лаборатории (1973). Автор многих трудов, включая монографии.

## Биография
Родился 8 октября 1898 года в городе Вильно в семье строительного рабочего.
До Первой мировой войны учился в низшей школе. С началом войны, после эвакуации семьи в Нижегородскую губернию, учил грамоте детей в селе Тубанаевка, затем работал конторщиком в уездной земской управе. В 1917 году Семёнов переехал в Оренбург, где трудился чернорабочим в депо Ташкентской железной дороги. Здесь его и застала Октябрьская революция, и он добровольцем вступил в Красную гвардию, участвовал в отражении натиска отрядов атамана Дутова.
Из Красной гвардии Семёнова направили в особый отдел Оренбургской губчека для борьбы с контрреволюцией. Затем был переведён на другой участок гражданской войны — в Среднюю Азию на борьбу с басмачами, где он работал следователем и уполномоченным в органах ВЧК. Здесь у Сергея Семёнова появилось желание заняться литературной или научной работой, ради чего он приехал в Петроград, где окончил факультет общественных наук в краткосрочной Высшей военно-педагогической школе. Демобилизовавшись из армии, он поступил на исторический факультет Ленинградского государственного педагогического института им. А. И. Герцена, который окончил в 1927 году с дипломной работой «Возникновение орудий труда», получив специальность преподавателя истории средней школы.
В 1928 году Сергей Семёнов вместе с молодым геоботаником отправился в экспедицию на Канинский полуостров. По результатам поездки написал серию очерков и рассказов, посвященных жизни и обычаям ненцев (самоедов) на Канине. В 1929 году он начал работать сборщиком на заводе «Радист», продолжив в свободное время работы в области истории первобытного общества. В 1931 году стал аспирантом Государственной академии истории материальной культуры (ГАИМК) и полностью переключился на научно-исследовательскую деятельность. В 1937 году защитил кандидатскую диссертацию на тему «Изучение функций верхнепалеолитических орудий труда по следам от употребления». С 1934 года и до конца жизни работал в Институте археологии Академии наук СССР.
Научную работу С. А. Семенова прервала Великая Отечественная война. Оставшись в блокадном Ленинграде, он стал бойцом местной противовоздушной обороны. Тяжело заболев, в 1942 году был эвакуирован в город Иваново, где работал преподавателем исторического факультета Ивановского педагогического института (ныне Ивановский государственный университет). После возвращения в 1944 году в Ленинград, снова обратился к изучению первобытной техники и орудий труда. Его капитальный труд «Первобытная техника» послужил в качестве докторской диссертации «Первобытная техника (Опыт изучения древнейших орудий и изделий по следам работы)», успешно защищенной в 1957 году.
Умер в Ленинграде 6 декабря 1978 года.

## Заслуги
- Награждён орденом «Знак Почета», а также медалями, в числе которых «За оборону Ленинграда» и «За доблестный труд в Великой Отечественной войне 1941—1945 гг.».
- Удостоен Первой премии Президиума Академии наук СССР (1957, за труд «Первобытная техника»).
- Лауреат Государственной премии СССР в области науки и техники (1974).

## Основные труды
- Первобытная техника. М.; Л., 1957;
- Prehistoric technology. N. Y., 1964;
- Развитие техники в каменном веке. Л., 1968;
- Происхождение земледелия. Л., 1974;
- The roots of use-wear analysis: Selected papers / Ed. L. Longo, N. Skakun. Verona, 2005[3].